# GWR Súper Salones
Los Súper Salones del Great Western Railway (nombre original en inglés: Super Saloons) eran ocho coches de pasajeros de lujo desarrollados por la compañía para dar servicio al tráfico de primera clase de los servicios marítimo-ferroviarios de Londres a Plymouth. Construidos con la máxima anchura que permitía el amplio gálibo ferroviario originalmente adoptado por el ingeniero Isambard Kingdom Brunel, estaban diseñados para ser más opulentos que los coches Pullman ofrecidos por las otras compañías ferroviarias rivales.
Bautizados con nombres de miembros de la familia real británica, su éxito no fue duradero debido al inicio de la Gran Depresión en la década de 1930. Retirados del servicio por British Rail en 1967, todavía se conservan cinco de los coches originales.

## Trasfondo
Los promotores originales del GWR habían adoptado el plan de Isambard Kingdom Brunel para acelerar el tráfico transoceánico (tanto para los pasajeros como para las mercancías), construyendo una ruta directa desde Londres hacia el oeste, con el fin de conectar los puertos ubicados en el West Country y en Gales. Sin embargo, muchos de ellos tenían su sede en Bristol, un puerto importante por sí mismo, por lo que, aunque la empresa finalmente desarrolló el plan de Brunel, la única conexión ferroviaria con vías de gran ancho hacia otro puerto oceánico importante fue la de Plymouth, en el sur de Inglaterra.
Después de la Primera Guerra Mundial y con los Estados Unidos en pleno auge económico, los nuevos desarrollos en el diseño y la construcción de transatlánticos dieron lugar a barcos nuevos, más rápidos y lujosos. Estos pasajeros de primera clase estaban acostumbrados a la velocidad y a la calidad en el servicio, y no deseaban mezclarse con viajeros y pasajeros de tercera clase, y mucho menos con el correo y la carga. Lo que requerían los nuevos pasajeros eran servicios marítimo-ferroviarios de gran velocidad.
Como resultado, desde mediados de la década de 1920 comenzó una nueva carrera para atraer al pasaje de los transatlánticos, lo que generó una intensa competencia entre el Ferrocarril del Sur y el GWR. Aunque el GWR tenía acceso a los muelles de Southampton a través de una ruta no muy directa, la empresa decidió centrarse en desarrollar sus servicios transoceánicos desde Plymouth. Efectivamente, esto ahorraría a los transatlánticos 6 horas de navegación en el abarrotado Canal de la Mancha, y reduciría el tiempo total del viaje en 4 horas. Hacia 1930, 684 transatlánticos habían desembarcado 38.472 pasajeros en Plymouth, necesitando la mayoría de ellos transporte hasta Londres.

### Coches Pullman
El GWR se mostró reacio a usar los coches de la compañía Pullman, considerando que los suyos propios eran lo suficientemente lujosos. Sin embargo, en 1928, la junta del GWR aprobó que se arrendaran siete coches a la Pullman Company, cuatro cocinas y tres salones, numerados del 252 al 258, con la construcción subcontratada a la empresa Metropolitan Cammell de Birmingham. Inicialmente se desplegaron a partir de mayo de 1929 en los servicios marítimo-ferroviarios desde Paddington hasta Plymouth Millbay, formando parte del "Ocean Liner Express". Estos trenes también se conocían como los "Cunarders", ya que la Cunard Line era la principal naviera que dirigía sus servicios transatlánticos hacia Plymouth.
A partir del 8 de julio de 1929, los coches Pullman se desplegaron en un nuevo tren, el "Torquay Pullman Limited", un servicio exclusivo de Pullman que funcionaba dos días a la semana entre Paddington y Paignton, con paradas únicamente en Newton Abbot y Torquay. Sin cosechar un gran éxito comercial, el tren regresó al horario de 1930 como un servicio de solo 3 coches, pero se retiró al final del horario de verano, siendo sus coches almacenados en Old Oak Common. Se analizó una propuesta para retomar el tren completo con siete coches en el verano de 1931, pero se finalmente se tomó la decisión de no reiniciar el servicio.

## Desarrollo
En 1929, bajo los auspicios del ingeniero mecánico jefe Charles Collett, la junta del GWR acordó el desarrollo a partir de 1929 de un nuevo coche más grande para los trenes oceánicos. Debido a la adopción original de vías de gran ancho por parte del GWR, disponía de un gálibo mucho más amplio que cualquier otra vía de ancho estándar de Gran Bretaña. Esto permitió a la compañía desarrollar un coche mucho más grande, que sería más ancho que los salones Pullman que entonces estaban en funcionamiento tanto en el Great Western como en el Ferrocarril del Sur.
Collett aprovechó al máximo la ventaja del amplio gálibo del que disponía, diseñando una forma de vagón básica que tenía 61 pies 4,5 pulgadas (18,7 m) de largo y 9 pies 7 pulgadas (2,9 m) de ancho, 7 pulgadas (17,8 cm) más ancho que un coche adecuado para el gálibo de un tren  británico de ancho estándar. El resultado fue que en los Talleres de Swindon denominaron a estos coches "Súper Salones", aunque también fueron conocidos como "Ocean Saloons" y "Cunarders". Lógicamente, su puesta en servicio se restringió a la línea principal del GWR, que se había desarrollado originalmente como un corredor con vías de gran ancho. Por lo tanto, cada coche tenía pintada en su placa final la advertencia siguiente:

No circular en los Valles Oriental y Occidental, al norte de Saltney Junction o entre Littlemill Junction y Maindee Junction.

Collett también había ideado unos amplios accesos, al diseñar los coches con puertas empotradas en sus extremos que formaban un ángulo de 30 grados con respecto a los paneles exteriores de la carrocería.
Todos los Súper Salones se construyeron dentro de los Talleres de Swindon en el Lote N.º 1471. Los dos primeros coches fueron equipados por el contratista especializado Trollope & Co. bajo la configuración G.60 en 1931, mientras que los seis restantes fueron equipados por los propios Talleres de Swindon bajo la configuración G.61 en 1932. Inicialmente las ventanas eran del tipo Beclawat de apertura manual, pero fueron reemplazadas en 1935 por ventanas fijas de tipo más moderno, con hojas correderas. Una vez que se completó el exterior, cada uno de los coches se equipó con finos paneles de madera de nogal de color claro con pulido francés y con junquillos de madera a juego en las puertas corredizas interiores y en las mesas plegables, perfiladas con líneas finas de pan de oro. Cada vagón se equipó entonces con 30 sillones de orejas sueltos (pero lo suficientemente pesados para evitar que se movieran durante el viaje). La serie completo de ocho coches, todos con nombres de miembros de la familia real británica, eran tan opulentos como los Pullman a los que reemplazaron y tenían un peso en vacío de 35 toneladas largas (35,6 t).
Con los Súper Salones ahora completamente disponibles para el tráfico, el contrato de arrendamiento de los siete coches de Pullman se rescindió a fines de 1931. Pasaron al Ferrocarril del Sur, uniéndose al grupo de coches de la Sección Oeste del Ferrocarril del Sur en Clapham Junction. El legado de los Súper Salones incluyó el desarrollo de Collett en 1935 de los nuevos coches "Centenario", construidos para el Cornish Riviera Express, que nuevamente aprovecharon al máximo el gálibo ferroviario más ancho de su ruta.

## Operaciones
Introducido en 1931, el Ocean Liner Express circulaba sin escalas en cada sentido entre la Estación de Paddington en Londres y Plymouth. A los pasajeros se les cobraba una tarifa completa de primera clase según correspondiera a su viaje, más una tarifa de ida de 10 chelines para usar los coches de lujo.
Debido a su peso, comúnmente solo se operaban cinco Súper Salones en un tren a la vez, junto con dos furgones de pasajeros para acomodar los equipajes. A menudo, los trenes se reducían a tres Súper Salones y dos furgones de cola de pasajeros, lo que permitía que el tren circulara a mayor velocidad. El Ocean Liner Express siempre debió remontar las rampas de Devon y Wellington.

### Rechazo
Aunque inicialmente fue un relativo éxito financiero, el lanzamiento de los Súper Salones Oceánicos y sus trenes especiales coincidió con el inicio de la Gran Depresión. En consecuencia, se redujo el número y la frecuencia de los trenes, mientras que las compañías navieras operaban sus transatlánticos de pasajeros a velocidades más lentas para consumir menos combustible y, por lo tanto, la velocidad se convirtió en un factor menos decisivo en la elección de la ruta. A medida que Southampton se convirtió en el puerto de pasajeros preferido de la costa sur, Plymouth perdió importancia como puerto de pasajeros, aunque los oficiales de la Marina Real británica y la nobleza de Cornualles se convirtieron en clientes habituales del Ocean Liner Express.
El GWR buscó nuevos usos para sus Súper Salones y comenzó a usarlos en trenes comedor especializados con dirección al Hipódromo de Newbury, así como para viajes privados organizados. Después de la Segunda Guerra Mundial, British Rail continuó manteniendo este tipo de servicios, y una vez que los coches se pintaron con la nueva librea carmesí y crema a principios de la década de 1950, todos perdieron sus nombres de miembros de la casa real británica. El último Ocean Express exclusivo que utilizó los Súper Salones circuló en septiembre de 1962.

## Preservación
Cinco de los ocho Súper Salones originales se han preservado:
| Número | Nombre             | Localización                     | Estado          | Notas |
| ------ | ------------------ | -------------------------------- | --------------- | --- |
| 9111   | King George        | Ferrocarril del Sur de Devon     | Operacional     | Comprado directamente al BR por la Asociación del Ferrocarril del Sur de Devon, llegó a Buckfastleigh en 1967. Forma la mitad del tren comedor del SDR con el coche 9116. |
| 9112   | Queen Mary         | Centro del Ferrocarril de Didcot | Preservado      | Segundo coche construido y puesto en funcionamiento, fue equipado internamente por los contratistas Trollope & Co. Uno de los tres comprados por la Great Western Society directamente del BR en 1967, todos fueron trasladados a Didcot en 1976. Usado con el 9118 como parte de la Instalación "Wine & Dine" hasta finales de los años 1980. En cola para ser restaurado, por detrás de los coches 9113 y 9118. |
| 9113   | Prince of Wales    | Centro del Ferrocarril de Didcot | En restauración | El tercer vagón construido y el primero equipado por Swindon Works Saloon Gang. Uno de los tres comprados por la Great Western Society directamente al BR en 1967, todos fueron trasladados a Didcot en 1976. Estructuralmente sólido, actualmente se está reconstruyendo sustancialmente para que pueda volver a funcionar. |
| 9114   | Duke of York       |                                  | Scrapped        | |
| 9115   | Duke of Gloucester |                                  | Desguazado      | |
| 9116   | Duchess of York    | Ferrocarril del Sur de Devon     | Operacional     | Comprado directamente al BR por la South Devon Railway Association, llegó a Buckfastleigh en 1967. Ahora propiedad del South Devon Railway Trust, forma la mitad del tren comedor SDR con el coche 9111. |
| 9117   | Princess Royal     |                                  | Scrapped        | |
| 9118   | Princess Elizabeth | Centro del Ferrocarril de Didcot | Preservado      | Configurado originalmente con dos salones de planta abierta, para evitar la necesidad de proporcionar un coche con cocina completa cuando el salón se utilizaba para alquiler privado, en 1937 se quitaron el cupé y un baño para permitir la instalación de una pequeña cocina, que todavía es operativa. Uno de los tres comprados por la Great Western Society directamente al BR en 1967, todos se trasladaron a Didcot en 1976. Se utilizaron con 9112 como parte de las instalaciones "Wine & Dine" hasta finales de la década de 1980. En espera de restauración por detrás del coche 9113. |